# Carlo Ugo De Girolamo
Carlo Ugo De Girolamo (Faenza, 16 ottobre 1985) è un politico italiano, deputato della XVIII legislatura della Repubblica Italiana.

## Biografia
Nel 2010 consegue la laurea in Scienze internazionali e diplomatiche presso l'Università di Bologna,. Presso l'Università di Udine ha svolto l'attività di dottore di ricerca in Diritto pubblico comparato e dell'Unione europea e Specialista in Diritto e commercio internazionale. Dal 2011 è docente a contratto di Diritto costituzionale comparato ed Elementi di diritto presso l'Università di Bologna.
Alle elezioni politiche in Italia del 2018 è stato candidato dal Movimento 5 Stelle ed eletto alla Camera dei Deputati nel collegio plurinominale Emilia-Romagna - 01.
Il 10 dicembre 2020 lascia il Movimento 5 Stelle dopo il voto sul MES insieme ad altri 3 deputati e aderisce al Gruppo misto.
Il 13 gennaio 2021 aderisce alla componente del Misto Centro Democratico-Italiani in Europa.
Il 27 maggio seguente aderisce a Coraggio Italia, il nuovo partito fondato dal sindaco di Venezia Luigi Brugnaro insieme al presidente della Liguria Giovanni Toti e a numerosi parlamentari di diversa provenienza (M5S, Forza Italia, Cambiamo!-Popolo Protagonista, Lega e Centro Democratico). Il 18 novembre dello stesso anno diventa responsabile del tesseramento di Coraggio Italia in Emilia-Romagna.
Alle elezioni politiche anticipate del 25 settembre 2022 viene candidato per la Camera dei deputati  nel collegio plurinominale Emilia Romagna 03 come capolista di Noi moderati, lista composta da Coraggio Italia, Italia al Centro, Noi con l’Italia e UdC, non risultando eletto anche perché la formazione non supera la soglia di sbarramento del 3%.